# توني نيلسون (منافس ألعاب قوى)
توني نيلسون هو منافس ألعاب قوى كندي، ولد في 30 نوفمبر 1950.

## وصلات خارجية
- توني نيلسون على موقع أوليمبيديا (الإنجليزية)